# USS Eugene E. Elmore (DE-686)
USS Eugene E. Elmore (DE-686) là một tàu hộ tống khu trục lớp Rudderow từng phục vụ cùng Hải quân Hoa Kỳ trong Chiến tranh Thế giới thứ hai. Nó là chiếc tàu chiến duy nhất của Hải quân Hoa Kỳ được đặt cái tên này, theo tên Thiếu tá Hải quân Eugene Evans Elmore (1900-1942), người từng phục vụ cùng tàu tuần dương hạng nặng Quincy (CA-39) và đã tử trận vào ngày 9 tháng 8, 1942 khi Quincy bị đánh chìm trong Trận chiến đảo Savo. Nó đã phục vụ cho đến khi chiến tranh kết thúc, xuất biên chế năm 1946, rồi cuối cùng bị bán để tháo dỡ vào năm 1969. Eugene E. Elmore được tặng thưởng bốn Ngôi sao Chiến trận do thành tích phục vụ trong Thế Chiến II.

## Thiết kế và chế tạo
Lớp Rudderow có thiết kế hầu như tương tự với lớp Buckley trước đó; vì giữ lại kiểu động cơ turbine-điện General Electric, cung cấp điện năng cho mô-tơ điện để dẫn động hai trục chân vịt. Lớp này còn được gọi là kiểu TEV, do hệ thống động lực Turbo-Electric và cỡ pháo 5-inch (V).
Dàn pháo chính được nâng cấp lên hai khẩu pháo 5 inch (130 mm)/38 cal trên hai tháp pháo nòng đơn, được phân bố một phía trước mũi và một phía sau tàu. Hỏa lực phòng không được nâng lên hai khẩu đội pháo phòng không Bofors 40 mm nòng đôi và mười pháo phòng không Oerlikon 20 mm. Vũ khí chống ngầm bao gồm một dàn súng cối chống tàu ngầm Hedgehog Mk. 10 (có 24 nòng và mang theo 144 quả đạn); hai đường ray Mk. 9 và tám máy phóng K3 Mk. 6 để thả mìn sâu. Con tàu vẫn giữ lại ba ống phóng ngư lôi Mark 15 21 inch (533 mm), và được trang bị radar SL dò tìm không trung và radar SC/SA dò tìm mặt biển. Thủy thủ đoàn đầy đủ bao gồm 15 sĩ quan và 168 thủy thủ.
Eugene E. Elmore được đặt lườn tại Xưởng tàu Fore River của hãng Bethlehem Steel Corp. ở Quincy, Massachusetts vào ngày 27 tháng 11, 1943. Nó được hạ thủy vào ngày 23 tháng 12, 1943, được đỡ đầu bởi bà Eugene E. Elmore, vợ góa của Thiếu tá Elmore, và nhập biên chế cùng Hải quân Hoa Kỳ vào ngày 4 tháng 2, 1944 dưới quyền chỉ huy của Hạm trưởng, Thiếu tá Hải quân George Lissant Conkey.

## Lịch sử hoạt động
Sau khi hoàn tất việc chạy thử máy huấn luyện tại khu vực Bermuda, Eugene E. Elmore đi đến Norfolk, Virginia vào ngày 22 tháng 4, 1944, nơi nó gia nhập một đội đặc nhiệm tìm-diệt tàu ngầm được hình thành chung quanh tàu sân bay hộ tống Block Island (CVE-21), và lên đường đi Casablanca, Maroc thuộc Pháp để bảo vệ cho các đoàn tàu vận tải vượt Đại Tây Dương. Trong chuyến quay trở về vào ngày 29 tháng 5, Block Island cùng một tàu hộ tống khu trục tháp tùng bảo vệ nó, chiếc Barr (DE-576), đã trúng ngư lôi dò âm G7es phóng từ tàu ngầm U-boat Đức U-549. Block Island trúng ba quả ngư lôi và đắm tại tọa độ 31°13′B 23°03′T / 31,217°B 23,05°T.
Trong lúc đang cứu vớt những người sống sót, tàu hộ tống khu trục Ahrens (DE-575) dò được tín hiệu sonar của chiếc U-boat, nên đã hướng dẫn cho Eugene E. Elmore đi đến mục tiêu. Eugene E. Elmore tấn công bằng mìn sâu và súng cối chống ngầm Hedgehog, đánh chìm U-549 ở vị trí về phía Tây Nam quần đảo Madeira tại tọa độ 31°13′B 23°03′T / 31,217°B 23,05°T; toàn bộ 57 thành viên thủy thủ đoàn chiếc U-boat đều tử trận. Sau đó nó trợ giúp vào việc kéo chiếc Barr bị hư hại nặng quay trở về cảng, và được thay phiên vào ngày 2 tháng 6 khi sắp về đến cảng Casablanca.
Quay về đến New York vào ngày 13 tháng 6, trong gần năm tháng tiếp theo, Eugene E. Elmore còn tiếp tục thực hiện hai chuyến hộ tống vận tải khứ hồi vượt đại dương sang khu vực Địa Trung Hải. Chuẩn bị để được điều động sang khu vực Mặt trận Thái Bình Dương, nó khởi hành từ New York vào ngày 3 tháng 11 và đi đến Hollandia, New Guinea vào ngày 11 tháng 12, nơi con tàu gia nhập Đệ Thất hạm đội. Nó rời Hollandia vào ngày 30 tháng 12 để đi đến Biak, nơi nó gia nhập một đoàn tàu vận tải đang hướng sang vịnh Lingayen, Philippines. Đến nơi vào ngày 12 tháng 1, 1945, nó hoạt động tuần tra chống tàu ngầm và phòng không để bảo vệ khu vực đổ bộ trong hai ngày, rồi rút lui về vịnh San Pedro để chuẩn bị cho chiến dịch đổ bộ tiếp theo lên vịnh Subic vào ngày 29 tháng 1.
Tiếp tục hoạt động từ khu vực vịnh San Pedro, Eugene E. Elmore hỗ trợ cho chiến dịch giải phóng Philippines khi hộ tống bảo vệ cho các đoàn tàu vận tải đi lại giữa Biak, Palau, Ulithi và New Guinea. Từ ngày 13 tháng 7 đến ngày 22 tháng 8, nó hộ tống hai đoàn tàu vận tải đi từ Philippines sang Okinawa, rồi đi đến ngoài khơi Okinawa vào ngày 3 tháng 9 để làm nhiệm vụ chiếm đóng. Sang tháng 10, nó hộ tống các tàu vận tải chuyển nhân sự sang Jinsen, Triều Tiên, rồi khởi hành từ Okinawa vào ngày 15 tháng 10 để quay trở về Hoa Kỳ, về đến San Diego, California vào ngày 5 tháng 11.
Eugene E. Elmore được cho xuất biên chế vào ngày 31 tháng 5, 1946 và đưa về Hạm đội Dự bị Thái Bình Dương. Tên nó được cho rút khỏi danh sách Đăng bạ Hải quân vào ngày 30 tháng 6, 1968, và con tàu bị bán để tháo dỡ vào tháng 6, 1969.

## Phần thưởng
Eugene E. Elmore được tặng thưởng bốn Ngôi sao Chiến trận do thành tích phục vụ trong Thế Chiến II.
|                           |  | Bronze star · Bronze star |
| Bronze star · Bronze star |  | Bronze star               |

| Dãi băng Hoạt động Tác chiến (truy tặng)                                     | Huân chương Chiến dịch Hoa Kỳ        | Huân chương Chiến dịch Châu Á-Thái Bình Dương với 2 Ngôi sao Chiến trận |
| Huân chương Chiến dịch Châu Âu-Châu Phi-Trung Đông với 2 Ngôi sao Chiến trận | Huân chương Chiến thắng Thế Chiến II | Huân chương Giải phóng Philippine với 1 Ngôi sao Chiến trận             |